# Obervogelgesang
Obervogelgesang ist ein Stadtteil der sächsischen Großen Kreisstadt Pirna im Landkreis Sächsische Schweiz-Osterzgebirge. Das linkselbische Dorf gehört seit 1974 zu Pirna.

## Geographie

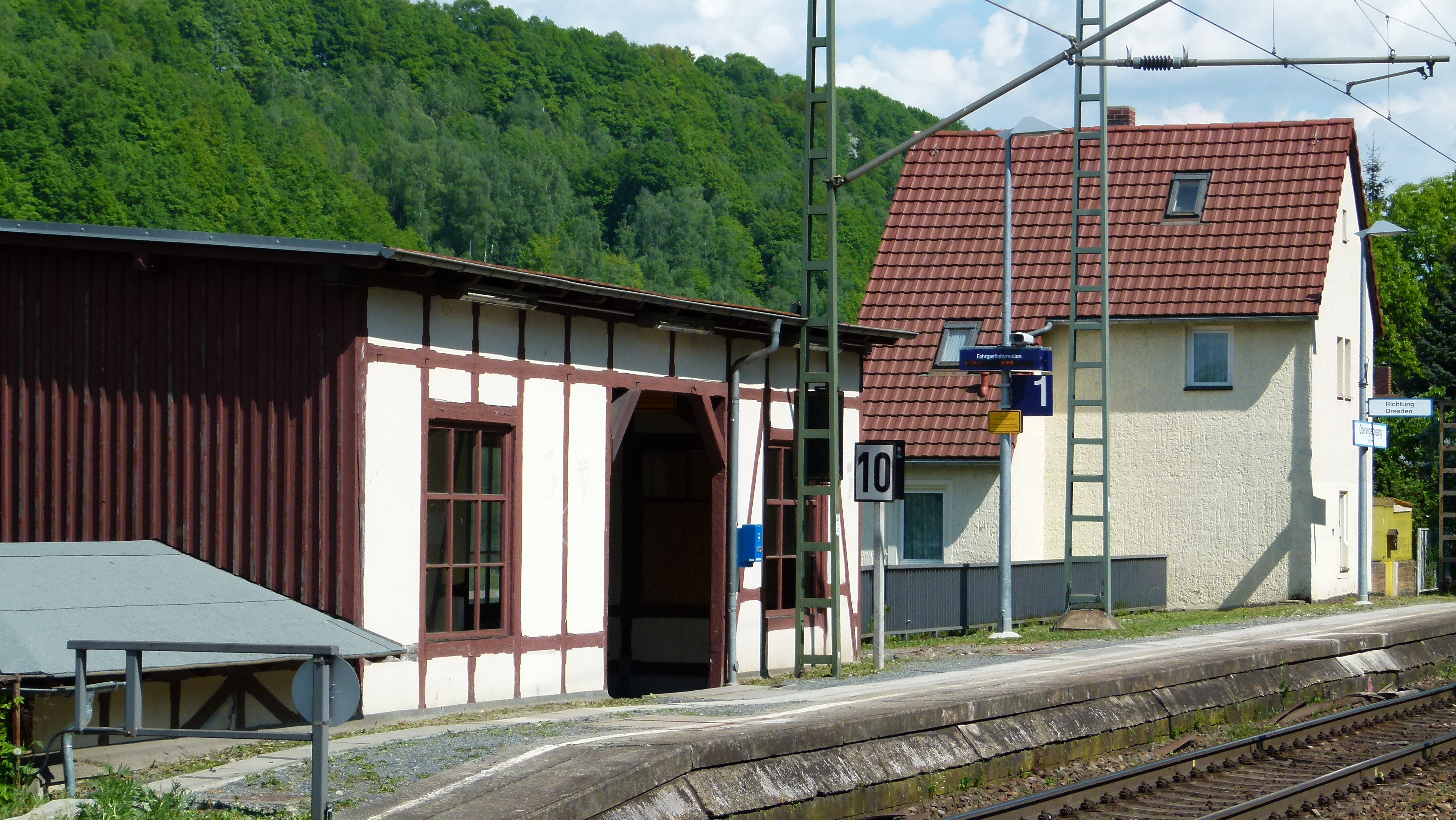
Bahnhof Obervogelgesang

Obervogelgesang liegt etwa fünf Kilometer südöstlich des Pirnaer Stadtzentrums an einem Elbbogen. Das Dorf ist entlang des Flussufers mit nebeneinander gereihten Häusern gestreckt, lediglich rund um den Bahnhof befindet sich eine Art Siedlungskern. An dieser Stelle mündet auch der Struppenbach in die Elbe. Obervogelgesang befindet sich im Sächsische Schweiz genannten Teil des Elbsandsteingebirges. Am oberen Elbhang kommt Seidelbast vor. Die schmale Flur des Ortes umfasst nur einen Teil der Elbe und ihres bewaldeten Hanges, Landwirtschaft kann auf diesen Flächen fast nicht betrieben werden.
Bekannt ist der Ort vor allem durch den Haltepunkt „Obervogelgesang (Kr. Pirna)“ an der Bahnstrecke Děčín–Dresden-Neustadt. Dieser wird von der Dresdner S-Bahn-Linie S1 (Meißen–Schöna) angesteuert. Die Bahnstrecke zieht sich durch die gesamte Flur des Stadtteils und prägt mit ihrer hohen Mauer aus Sandstein das Ortsbild. Mit dem Auto ist Obervogelgesang über Struppen oder Niedervogelgesang zu erreichen. Die vom Ort nach Westen führende Verbindung nach Niedervogelgesang ist gleichzeitig Teil des Elberadwegs. Dessen östliche Fortsetzung (Richtung Stadt Wehlen) darf nur von Anliegern befahren werden.
Obervogelgesang bildet eine eigene Ortsgemarkung, deren Abmessungen denen der bis 1974 eigenständigen Gemeinde Obervogelgesang gleichen. Im Norden ist Zeichen benachbart. Im Osten grenzt die Gemarkung an Pötzscha (beide zu Stadt Wehlen), im Südosten an Naundorf (zu Struppen) und im Süden an die Struppener Gemarkung. Die westliche Begrenzung Obervogelgesangs bildet Niedervogelgesang, die nordwestliche Ober- u. Niederposta (jeweils zu Pirna).
Innerhalb Pirnas zählt Obervogelgesang zusammen mit Niedervogelgesang zum Stadtteil „Pirna-Innenstadt“.

## Geschichte
| Jahr    | Einwohner |
| ------- | --------- |
| 1834    | 157       |
| 1871    | 148       |
| 1890    | 155       |
| 1910    | 170       |
| 1925    | 169       |
| 1933    | 185       |
| 1939    | 191       |
| 1946    | 205       |
| 1950    | 192       |
| 1964    | 169       |
| → Pirna |           |

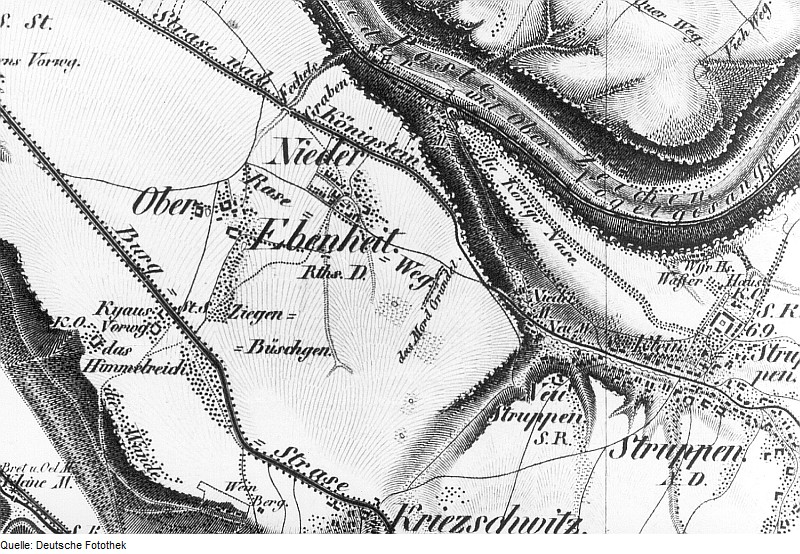
Obervogelgesang (rechts, obere Mitte) und Umgebung im Topographischen Atlas des Königreichs Sachsen.

Obervogelgesang wird erstmals im Jahr 1539 als Konigsnase erwähnt und ist aus einem Vorwerk hervorgegangen. Im Jahr 1548 war dann auch Vogelgesang als Ortsname gebräuchlich. Noch zum Ende des 16. Jahrhunderts existierten beide Namensvarianten nebeneinander. In das Jahr 1628 fiel die Nennung von Vogelgesangk. Die Unterscheidung in Ober- und Untervogelgesang tauchte erstmals 1651 auf, als Ober Vogelgesang erwähnt wird. 
In der Frühen Neuzeit wurde Obervogelgesang von Pirna aus verwaltet. So gehörte der Ort Ende des 16. Jahrhunderts bereits zum Amt Pirna, folgend dann ab 1856 zum Gerichtsamt Pirna. Ab dem Jahr 1875 oblag die Verwaltung dann der Amtshauptmannschaft Pirna. Bevor Obervogelgesang 1838 durch die Sächsische Landgemeindeordnung Eigenständigkeit als Landgemeinde erhielt, war der Ort durch das Lehnswesen geprägt. Das Rittergut Kleinstruppen übte 1554 die Grundherrschaft über sechs Häusler und drei Inwohner aus. Nach dem Ende des Siebenjährigen Krieges (1756–1763) hatte das Rittergut die Grundherrschaft über vier Gärtner und 17 Häusler inne.
Im Jahr 1900 erstreckte sich um die Häuslerreihe Obervogelgesang eine 36 Hektar große Parzellenflur, deren Bewohner vor allem Fischfang betrieben und auf den nahen Feldern arbeiteten. 1834 lebten 157 Menschen in Obervogelgesang, 1890 waren es 155. Anschließend stieg die Bevölkerungszahl wieder leicht auf 169 im Jahr 1925. Der überwiegende Teil der Menschen im Ort (162 von 169) gehörten der evangelisch-lutherischen Kirchgemeinde in Struppen an. Schon im 16. Jahrhundert war der Ort in die dortige Kirche gepfarrt. Heute ist Obervogelgesang mit den umliegenden Dörfern noch immer in die Struppener Kirche gepfarrt.
Zum Ende des Jahres 1938 wurde der amtliche Gemeindename von Obervogelgesang (Sächs. Schweiz) in Obervogelgesang (Kreis Pirna) geändert, da die Landschaftsbezeichnung „Sächsische Schweiz“ während des Nationalsozialismus nicht erwünscht war. Das Land Sachsen kam nach dem Zweiten Weltkrieg in die Sowjetische Besatzungszone und später zur DDR. Nach Kriegsende erreichte die Einwohnerzahl 1946 den ermittelten Höchststand von 205 Einwohnern. Die historisch gewachsene Zugehörigkeit zu Pirna blieb auch nach der Gebietsreform 1952 erhalten, die Obervogelgesang als eigenständige Gemeinde dem Kreis Pirna im Bezirk Dresden zuordnete. Das bäuerliche Leben im Ort wurde nun nach dem Prinzip der Landwirtschaft in der DDR ausgerichtet. Die 1838 erlangte kommunale Eigenständigkeit Obervogelgesangs endete am 1. April 1974 mit der Eingemeindung nach Pirna. Der Nachbarort Niedervogelgesang gehörte bereits seit 1923 zur Stadt. Bis zur Eingemeindung war die Einwohnerzahl wieder deutlich zurückgegangen, es lebten 1964 noch 169 Menschen im Ort.
Nach der Deutschen Wiedervereinigung kam Obervogelgesang zum wiedergegründeten Freistaat Sachsen. Die folgenden Gebietsreformen im Land ordneten Pirna 1994 dem Landkreis Sächsische Schweiz und 2008 dem Landkreis Sächsische Schweiz-Osterzgebirge zu. Ende 2011 wohnten 80 Personen in Obervogelgesang.

## Sehenswürdigkeiten

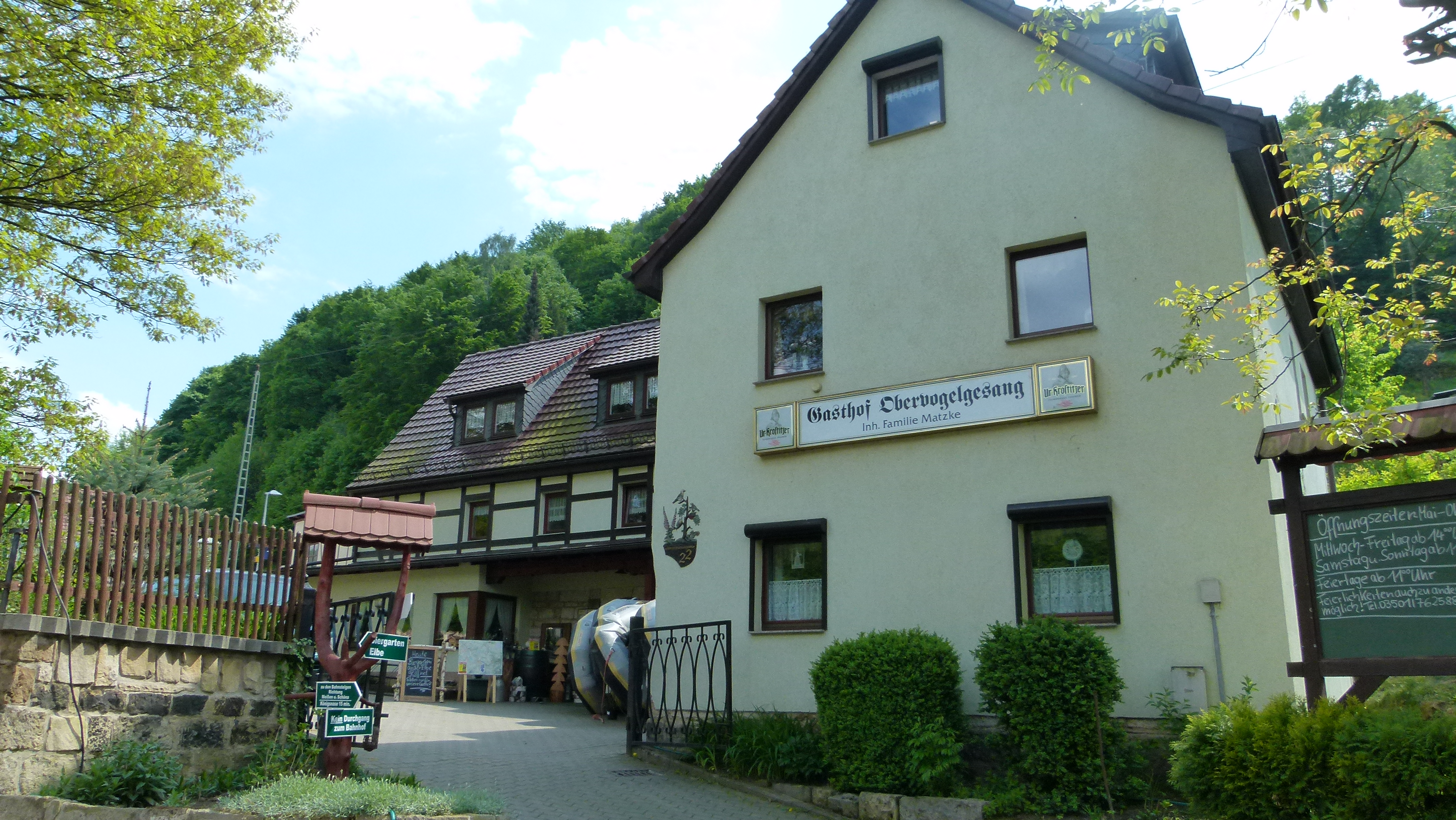
Der Gasthof Obervogelgesang

Im Obervogelgesang sind sechs Objekte unter Denkmalschutz gestellt und stehen damit in der Liste Pirnaer Kulturdenkmale. Neben dem Bahnhof und dem Gasthof im Ort sind auch mehrere Wohnhäuser unter diesen besonderen Schutz gestellt worden. Der durch Obervogelgesang führende Elberadweg zählt zu den beliebtesten Fernradwegen Deutschlands. Der Elberadweg ist über 1200 Kilometer lang und verbindet Tschechien mit der Nordsee.

## Persönlichkeiten
- Johann Karl Gottlieb Ehrt (02.08.1837–10.04.1871), Lehrer und Autor